# Troglophiloscia laevis
Troglophiloscia laevis is een pissebed uit de familie Philosciidae. De wetenschappelijke naam van de soort is voor het eerst geldig gepubliceerd in 1977 door George A. Schultz.